# Bettina Dickes

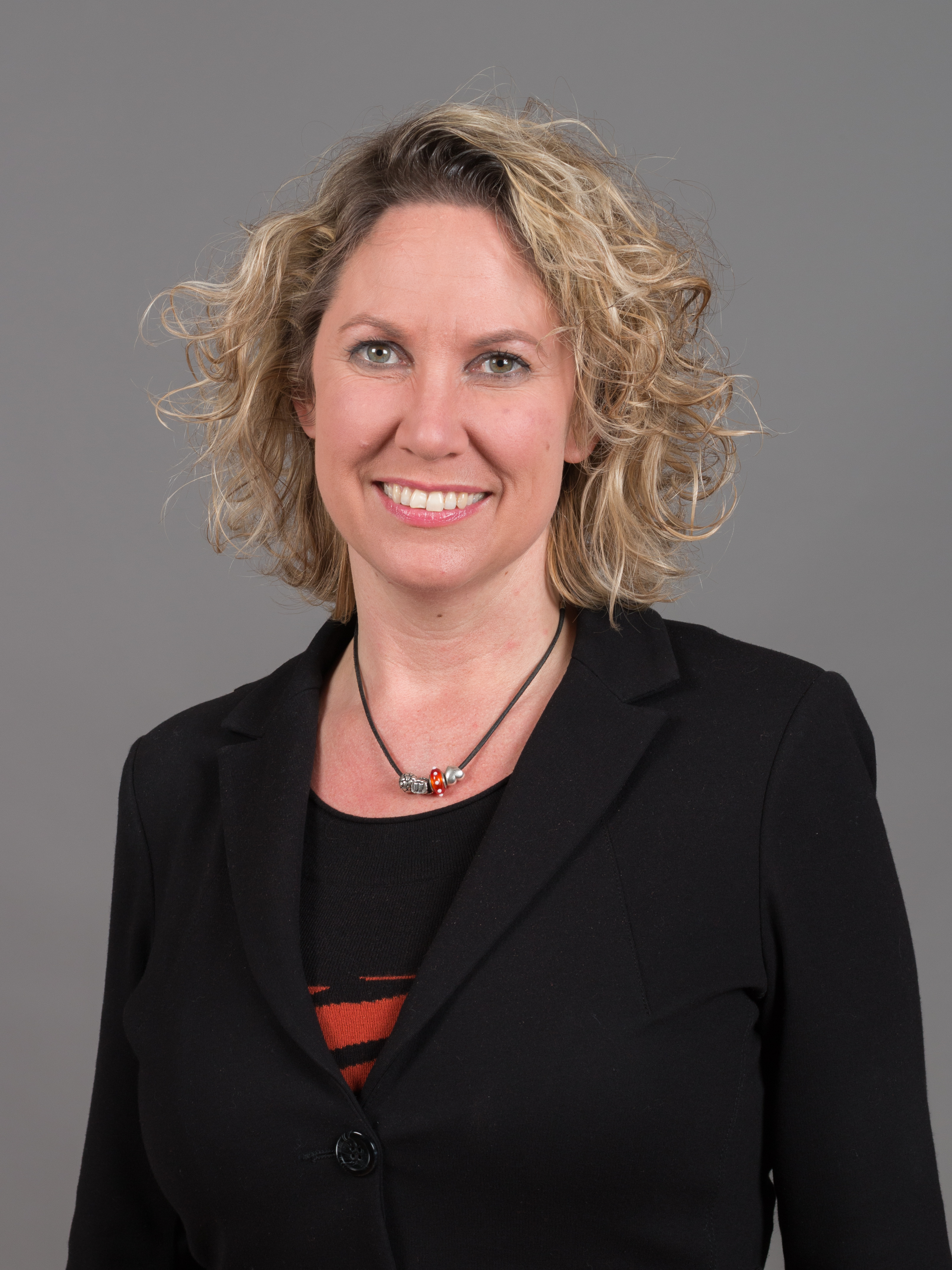
Bettina Dickes, 2014

Bettina Dickes (* 10. April 1971 in Cloppenburg) ist eine deutsche Politikerin (CDU) und seit dem 7. Juli 2017 Landrätin des Kreises Bad Kreuznach. Zuvor war sie von 2006 bis 2016 Abgeordnete des rheinland-pfälzischen Landtags. 

## Ausbildung und Beruf
Da der Vater von Bettina Dickes Bundeswehrsoldat war, war ihre Kindheit durch Umzüge geprägt. 1979 zog die Familie nach Daubach, 1982 nach Waldböckelheim. 1990 legte sie das Abitur ab und begann in Koblenz und Landau ein Studium für Mathematik, Geschichte und Sport auf Lehramt. Heute lebt Bettina Dickes in Bad Sobernheim. Von 1994 bis 2006 war sie Hausfrau und erzog ihre vier Kinder.

## Politik
Bettina Dickes trat 1993 der CDU bei und war ab 1999 Mitglied des Waldböckelheimer Gemeinderates und ab 2004 1. Beigeordnete. Seit 2003 ist sie Mitglied im Kreisvorstand der CDU Bad Kreuznach, zunächst als stellvertretende Vorsitzende, seit 2013 als Vorsitzende. Bei der Landtagswahl in Rheinland-Pfalz 2006 wurde sie über die Landesliste der CDU in den Landtag gewählt. Seit Januar 2009 war sie bildungspolitische Sprecherin der Landtagsfraktion. Bei den Wahlen 2011 wurde sie erneut in den Landtag gewählt; 2016 unterlag sie allerdings dem Wahlkreiskandidaten der SPD und konnte aufgrund ihres hinteren Listenplatzes kein Mandat mehr erringen. 
Im September 2016 wurde sie von der CDU im Kreis Bad Kreuznach zur Landratskandidatin nominiert. Da bei der Wahl am 19. März 2017 keiner der vier Kandidaten die absolute Mehrheit erhielt, fand am 2. April 2017 eine Stichwahl zwischen Bettina Dickes und Hans-Dirk Nies von der SPD statt, die sie mit 58,72 Prozent der Stimmen bei einer Wahlbeteiligung von 34,56 Prozent für sich entschied. Im November 2024 verteidigte sie ihr Amt gegen die Sozialdemokratin Katharina Dahm nach vorläufigem Endergebnis mit 54,8 Prozent der Stimmen bei einer Wahlbeteiligung von 39,7 Prozent.

## Kritik
Im April 2024 geriet Dickes in die Kritik, nachdem sie in ihrer Funktion als Landrätin einen Vortrag des umstrittenen Finanzwissenschaftlers Stefan Homburg besucht und sich lachend mit ihm hatte fotografieren lassen. Homburg leugnet den Klimawandel, bezeichnete Corona-Tote als nicht „echt“, verglich Corona-Maßnahmen mit der Anfangszeit des Nationalsozialismus und kommentierte Impfstoffe von BioNtech mit den Worten „lieber Krebs als Plörre von BioNTech“. Nicht nur aus den anderen Parteien kam scharfe Kritik an Dickes auf, auch der rheinland-pfälzische CDU-Fraktionsvorsitzende Gordon Schnieder sagte, er habe kein Verständnis für das Verhalten von Dickes. Diese verteidigte anschließend ihren Vortragsbesuch und das Foto mit Homburg.